# Cercamon
Cercamon, o anche Cercamons, Cercalmon, Cercalmont, Sercalmonz, detto Maïstre, italianizzato in Cercamondo (1135 circa – dopo il 1145), è stato uno dei primi trovatori.

## Biografia
Cercamon è sicuramente un soprannome che in occitano medievale significa "cercamondo", mentre il vero nome, come la sua biografia, sono sconosciuti. Era probabilmente un giullare, nato in Guascogna [o forse nel Limosino], come racconta una sua vida, che trascorse gran parte della sua vita presso le corti di Guglielmo X di Aquitania e, forse, di Eble III di Ventadorn. 
Molte delle informazioni che abbiamo sulla vita di Cercamon non sono altro che voci e congetture; alcuni suoi contemporanei lo indicano come il mentore di Marcabruno, e alcune prove circostanziali sembrerebbero dimostrare la sua morte alle crociate al seguito di Luigi VII di Francia.

## Opera
Cermamon fu l'inventore del planh (il canto funebre Provenzale), della tenzone (una sorta di contraddittorio in rima in cui due poeti scrivono una stanza ciascuno) e forse del sirventese. 
Della sua opera sono rimasti 7 componimenti (più due di dubbia attribuzione); sfortunatamente, le sue pastoretas o pastorelle, ricordate dall'autore della sua antica biografia, sono andate perdute.

### Componimenti
Cansos
- Ab lo temps que fai refreschar
- Assatz es or' oimai q'eu chant (canzone religiosa)
- Ges per lo freg temps no m'irais
- Per fin' Amor m'esbaudira
- Quant l'aura doussa s'amarzis (contesa a Peire Bremon)

Sirventes
- Ab lo pascor m'es bel q'eu chant
- Puois nostre temps comens'a brunezir (sirventes-chanson contesa a Peire Bremon Ricas Novas)

Tensos
- Car vey fenir a tot dia (con Guilhalmi)

Planh
- Lo plaing comenz iradamen (planh per la morte di Guilhèm de Peitieus)

Lo plaing comenz iradamen

D'un vers don hai lo cor dolen;

Ir' e dolor e marrimen

Ai, car vei abaissar Joven:

Malvestatz puej' e Jois dissen

Despois muric lo Peitavis.

Remazut son li prez e·ill lau

Qi solon issir de Peitau.

Ai! com lo plagno li Barrau.

Peza·m s'a longas sai estau.

Segner, lo baro q'ieu mentau

Metetz, si·us platz, em paradis!

Del comte de Peitieu mi plaing

Q'era de Proeza compaing;

Despos Pretz et Donars soffraing,

Peza·m s'a lonjas sai remaing.

Segner, d'efern lo faitz estraing,

Qe molt per fon genta sa fis.

Glorios Dieus, a vos me clam,

Car mi toletz aqels qu'ieu am;

Aissi com vos formetz Adam,

Lo defendetz del fel liam

Del foc d'efern, qe non l'aflam,

Q'aqest segles nos escharnis.

[...]
Il lamento io comincio mesto 

in un verso che fa il cuor dolente;

mestizia ho dolore e smarrimento

ch'io vedo sminuita gioventù:

malizia s'alza e gioia sì declina

di poi che il Poitevin morì.

Riposti sono i pregi e il suo valore

che esser solevan di Poitou.

Ahi! come il piango il Barrois.

Pesami, se a lungo ancor vivrò.

Signor, il baron ch'io vi menziono

ponete 'l, vi prego, in paradiso!

Del conte di Poitiers qui io piango

che era di prodezza mio compagno; 

poi che 'l pregio e la bontà è vanita,

pesami se ancora a lungo resterò.

Signor, dall'inferno allontanatelo,

che molto per sua fine nobil fu.

Glorioso Dio, a voi io reclamo,

ché mi toglieste colui ch'io amo;

così come voi formaste Adamo,

proteggetelo da tutti i mali

dal foco inferno, sì che non l'infiammi,

che questi secoli non ci ingannino.

[...]